# Death Takes a Holiday
Death Takes a Holiday (bra: Uma Sombra que Passa) é um filme estadunidense de 1934, do gênero fantasia, dirigido por Mitchell Leisen. Esta alegoria poética tornou-se um clássico do cinema e consolidou a reputação e o prestígio de Leisen, assegurando-lhe emprego na Paramount Pictures por dezoito anos. A crítica saudou sobretudo a atuação de Fredric March, a fotografia e a direção de arte. O roteiro é baseado na peça La Morte Va in Vacanza do italiano Alberto Casella.
Refilmado para a televisão em 1971, com Yvette Mimieux, e em 1998, como Meet Joe Black, com Brad Pitt e Anthony Hopkins.

## Sinopse
Após anos pensando no assunto, a Morte decide vir à Terra para descobrir por que os humanos a temem tanto. Na pele do Príncipe Sirki, ela se hospeda por três dias no palácio do Duque Lambert. Logo as mulheres se interessam vivamente pelo misterioso visitante, porém fogem quando pressentem que há algo de errado. Contra sua vontade, o príncipe experimenta o amor pela primeira vez ao se apaixonar por Grazia, a futura nora do duque, e decide retornar ao mundo das sombras. Mas Grazia também o ama e pede-lhe que a leve junto. Quando Sirki lhe mostra sua verdadeira forma, ela revela que sempre o viu assim.

## Elenco
| Ator/Atriz          | Personagem           |
| ------------------- | -------------------- |
| Fredric March       | Morte/Príncipe Sirki |
| Evelyn Venable      | Grazia               |
| Guy Standing        | Duque Lambert        |
| Gail Patrick        | Rhoda                |
| Katharine Alexander | Alda                 |
| Helen Westley       | Stephanie            |
| Kathleen Howard     | Princesa Maria       |
| Kent Taylor         | Corrado              |
| Henry Travers       | Barão Cesarea        |